# Хича
Хича (пол. Chycza) — село в Польщі, у гміні Радкув Влощовського повіту Свентокшиського воєводства.
Населення — 286 осіб (2011).

## Демографія
Демографічна структура на день 31 березня 2011 року:
|          | Загалом | Допрацездатний вік | Працездатний вік | Постпрацездатний вік |
| -------- | ------- | ------------------ | ---------------- | -------------------- |
| Чоловіки | 141     | 25                 | 100              | 16                   |
| Жінки    | 145     | 29                 | 65               | 51                   |
| Разом    | 286     | 54                 | 165              | 67                   |